# Třída Lovkij
Třída Lovkij (jinak též třída Lejtěnant Burakov) byla třída torpédoborců ruského carského námořnictva. Celkem bylo ve Francii postaveno 11 jednotek této třídy. Všechny byly zařazeny do Baltského loďstva. Torpédoborce byly nasazeny za první světové války. Tři byly ve válce ztraceny. Doslužily v řadách sovětského námořnictva.

## Stavba
Celkem bylo postaveno 11 jednotek této třídy. Navrhla je francouzská loděnice Normand. Konstrukčně byly blízké rovněž ve Francii postavené ruské třídě Vnimatělnyj, avšak s mírně větším výtlakem a silnější výzbrojí. Stavbu provedly v letech 1905–1906 francouzské loděnice La Seyne v La Seyne-sur-Mer, dále Normand a Forges et Chantiers de la Méditerranée v Le Havre.
Jednotky třídy Lovkij:
| Jméno             | Loděnice | Založený kýlu | Spuštěna | Vstup do služby | Status                                                             |
| ----------------- | -------- | ------------- | -------- | --------------- | ------------------------------------------------------------------ |
| Lejtěnant Burakov | F&C      | 1904          | 1905     | 1905            | Dne 12. srpna 1917 se jižně od Alandských ostrovů potopil na mině. |
| Metkij            | F&C      | 1904          | 1905     | 1906            | Vyřazen 1922.                                                      |
| Ispolnitělnyj     | La Seyne | 1904          | 1905     | 1906            | Dne 12. prosince 1914 u Odensholmu ztroskotal v bouři.             |
| Iskusnyj          | La Seyne | 1904          | 1905     | 1906            | Vyřazen 1922.                                                      |
| Krepkij           | La Seyne | 1904          | 1905     | 1906            | Vyřazen 1925.                                                      |
| Moloděckij        | F&C      | 1904          | 1905     | 1906            | Vyřazen 1922.                                                      |
| Legkij            | La Seyne | 1904          | 1905     | 1906            | Vyřazen 1922.                                                      |
| Moščnyj           | F&C      | 1904          | 1905     | 1905            | Vyřazen 1923.                                                      |
| Lovkij            | Lovkij   | 1904          | 1905     | 1906            | Vyřazen 1922.                                                      |
| Letučij           | Normand  | 1904          | 1905     | 1906            | Dne 12. prosince 1914 se u Odensholmu převrátil v bouři.           |
| Lichoj            | Normand  | 1904          | 1905     | 1906            | Vyřazen 1922.                                                      |

## Konstrukce

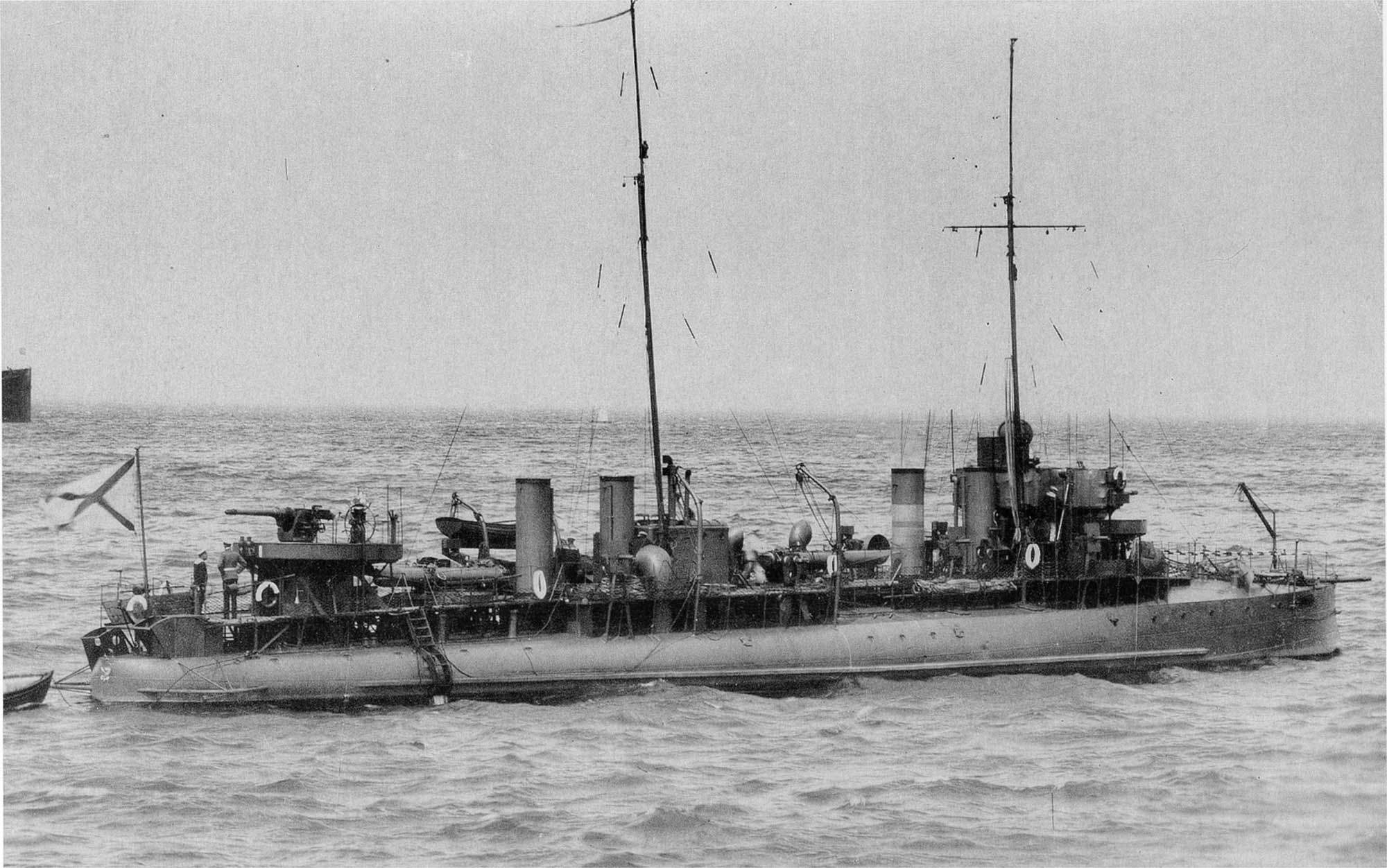
Moloděckij

Torpédoborce nesly dva 75mm kanóny, šest 7,62mm kulometů a dva 457mm torpédomety. Dále unesly 10 min. Pohonný systém tvořily čtyři kotle a dva parní stroje o výkonu 5700 hp, pohánějící dva lodní šrouby. Nejvyšší rychlost dosahovala 27 uzlů. Dosah byl 1000 námořních mil při rychlosti 14 uzlů.